# Michel Aoun
Michel Naim Aoun, en árabe: ميشال عون (Haret Hreik, 30 de septiembre de 1933) es un político y antiguo comandante libanés. Conocido popularmente como "General", Aoun fue presidente de la República Libanesa de 2016 a 2022 y líder del partido Movimiento Patriótico Libre, una coalición principalmente cristiana, con una visión secular de la política y actualmente aliada de Hezbolá. 
Fue primer ministro del Líbano entre el 22 de septiembre de 1988 y el 13 de octubre de 1990. Fue detenido por Siria y enviado al exilio forzado, hasta que en mayo de 2005, regresó a su país, justo once días después de la retirada de las tropas sirias del Líbano. Fue derrotado en las elecciones generales del Líbano de 2009, si bien fue el segundo partido más votado y, como consecuencia, líder del primer partido de la oposición. Fue designado Presidente del Líbano, el 31 de octubre de 2016, después de que el país estuviera sin presidente durante más de dos años.

## Primeros años
Con orígenes familiares en Haret el Maknouniye, Jezzine, Aoun nació en el suburbio mixto cristiano-chiita de Haret Hreik, al sur de Beirut. Su padre era Naim Aoun, quien trabajaba como carnicero, mientras que su madre era Marie Aoun, una mujer libanesa nacida en los Estados Unidos. Su familia era pobre.
En 1941, se vio obligado a abandonar la casa donde vivía, ya que fue ocupada por fuerzas británicas y australianas. Terminó su educación secundaria en el Colegio Des Frères Furn Al Chebbak en 1955 y completó un título en Matemáticas. Se inscribió en la Academia Militar como cadete oficial y se graduó como oficial de artillería en el Ejército libanés tres años después.